# American Psychoanalytic Association
L'American Psychoanalytic Association (ApsaA) est une société de psychanalyse américaine, créée en 1911 par Ernest Jones. Elle est membre de l'Association psychanalytique internationale.

## Histoire

### Psychanalyse aux États-Unis et fondation de l'association
L'American Psychoanalytic Association est créée en 1911 par le psychanalyste britannique, Ernest Jones, encouragé dans cette entreprise par Freud. Dans le même esprit que la création de l'Association psychanalytique internationale l'année précédente, il s'agit d'une société qui protège à la fois l'exercice professionnel et les patients : en effet, seuls pouvaient adhérer les analystes ayant suivi une formation à la psychanalyse qui devait comprendre une expérience d'analyse personnelle, une formation théorique et une pratique d'analyste supervisée.
Parmi les cofondateurs, outre Ernest Jones qui devient secrétaire, se trouvent James J. Putnam, président, Trigant Burrow (en), Ralph C. Hamill, John Thompson MacCurdy (en), Adolf Meyer, G. Lane Taneyhill, et G. Alexander Young.
Cette fondation en fait la première société américaine de psychanalyse à vocation nationale, sa création étant précédée de quelques mois par celle de la New York Psychoanalytic Society, par Abraham A. Brill. Elle est reconnue par l'Association psychanalytique internationale l'année de sa création, lors du 3e congrès international à Weimar.
En 1924, l'association américaine décide de réserver la qualité de membres aux médecins, malgré les protestations de Freud et de la plupart des psychanalystes européens, qui estimaient que la psychanalyse n'était pas l'apanage de la médecine, mais plutôt de la psychologie.
En 1938, l'association américaine est une fédération de quatre sociétés : les sociétés de Boston, de Chicago, de Washington et la New York Psychoanalytic Society (NYPS). Elle a 140 membres, dont 70 qui appartiennent à la société new-yorkaise. Parmi eux, dix-huit psychanalystes sont des « émigrés », membres des sociétés psychanalytiques de Berlin, Vienne et Budapest, réfugiés aux États-Unis lorsque la montée du nazisme et les lois de Nuremberg mettent leur vie en danger et les empêchent de tout exercice professionnel. En 1939, deux nouvelles sociétés rejoignent l'association, les sociétés de Philadelphie et de Topeka.

### La création de l'Emergency Committee on Relief and Immigration
L'association crée, le 13 mars 1938, l'Emergency Committee on Relief and Immigration, un comité chargé de faciliter l'émigration des analystes autrichiens vers les États-Unis. Lawrence Kubie en prend la direction, Sándor Radó, analyste hongrois qui connaît bien la situation européenne, en est membre. Les premières situations évoquées concernent Edith Jacobson, emprisonnée pour des motifs politiques en Allemagne, ou l'analyste hongroise Therese Benedek. L'action du comité est initialement destinée aux analystes viennois mais, rapidement, le comité élargit son aide à toute sollicitation concernant les analystes européens en danger, notamment en Italie où la Société psychanalytique italienne a été dissoute en 1938 par Mussolini, et en Hongrie. La psychiatre et psychanalyste américaine Bettina Warburg, qui est membre à la fois du comité de l'association psychanalytique et du Committee for the Placement of Foreign Physicians propose des entretiens aux psychanalystes et psychiatres à leur arrivée sur le sol américain, pour déterminer avec les personnes concernées, les meilleures opportunités professionnelles, en fonction de leurs qualifications personnelles et scientifiques.

## Organisation
Elle compte 3 500 membres, ce qui fait d'elle, en 2015, le membre le plus important sur le plan du nombre d'adhérents, de l'Association psychanalytique internationale. Elle a son siège à New York et organise deux fois par an, en janvier et en juin, des congrès scientifiques.
L'APsaA compte cinq groupes d'études, 32 instituts de formation et 39 sociétés affiliées, notamment quatre associations, l'Institute for Psychoanalytic Training and Research, le Los Angeles Institute and Society for Psychoanalytic Studies, The New York Freudian Society et le Psychoanalytic Center of California, elles-mêmes directement affiliées à l'Association psychanalytique internationale.

## Édition
Depuis 1953, l'ApsaA édite le Journal of the American Psychoanalytic Association, une revue scientifique bimestrielle. L'association édite également un magazine trimestriel, The American Psychoanalyst.

## Membres connus
- G. Stanley Hall, président en 1917
- Harriet Wolfe, présidente (2016-2018)